# Volksverband der Bücherfreunde
Der Volksverband der Bücherfreunde (VdB) war eine deutsche Buchgemeinschaft, die über einen eigenen Verlag verfügte.

## Geschichte
Der Volksverband der Bücherfreunde wurde 1919 in Berlin vom Unternehmer und Verleger Robert Achenbach gegründet. Das Ziel der Buchgemeinschaft war es, trotz wirtschaftlich schwieriger Zeiten nach dem Ersten Weltkrieg der Bevölkerung deutsche Literatur sowie Weltliteratur zu geringen Preisen zugänglich zu machen. Der Verband verlegte die Bücher in einem eigenen Verlag: Der Wegweiser-Verlag, gegründet in der Rechtsform einer GmbH, hatte seinen Geschäftssitz in Berlin, Rankestraße 34. Jährlich wurden Sonderbände ausgegeben, welche Auszüge aus neusten Werken enthielten. Ebenso erschienen zahlreiche Bände zur Auswahlreihe, jedoch ohne Angabe des Erscheinungsjahres. Von 1923 bis 1930 war Otto Gysae als Geschäftsführer tätig, und von 1925 bis 1933 war der Literaturwissenschaftler Hugo Bieber für die Gestaltung des literarischen Programms verantwortlich.
1924 zählte der Verband 190.000 Mitglieder, 1929 fast 600.000, 1932 750.000. Der Verband eröffnete in Berlin ein neues Stammhaus mit 300 Mitarbeitern. Zu dieser Zeit wurden auch literarische und musikalische Abende in verschiedenen Städten veranstaltet, zu denen u. a. Friedrich Kayßler, Thomas Mann, Arthur Berger, Ricarda Huch, Hertha Dehmlow und Ernst Wolff Lesungen hielten.
Nach der Machtergreifung der Nationalsozialisten konnte der Verband seine Grundsätze der unpolitischen und unparteiischen Verbreitung von Literatur nicht mehr aufrechterhalten und verlor Mitglieder und seinen wohltätigen Charakter. 1942 zählte er 135.000 Mitglieder. Im Jahre 1961 waren es noch 35.000.

## Programm
Das hier ausgewählte Programm listet exemplarische Titel der deutschen Literatur und der Weltliteratur. Ein umfangreiches Verzeichnis der nachweisbaren Titel des Volksverbandes der Bücherfreunde haben Eberhard und Heribert Amtmann erstellt (Amtmann-Bibliographie).

### 1919 bis 1923
1919
- Heinrich Spiero: Schicksal und Anteil. Ein Lebensweg in deutscher Wendezeit.
- Jakob Wassermann: Christian Wahnschaffe. Roman.
- Hans Jakob Christoffel von Grimmelshausen: Der abenteuerliche Simplicissimus. Das ist Beschreibung des Lebens eines seltsamen Vaganten.
- Ludwig Huna: Der Wolf im Purpur. Roman.

1920
- Charles De Coster: Ulenspiegel.
- E. T. A. Hoffmann: Märchen. Erster Teil: Der goldne Topf – Klein Zaches – Meister Floh. Herausgegeben von Richard Schaukal.
- Claude Anet: Ende einer Welt. Roman.
- Johann Wolfgang von Goethe: Faust. Durchgesehen von Albert Soergel. 1. Band der 1. Jahresreihe. (1920). 494 S.
- Leonhard Adelt (Hrsg.): Lebendiger Stahl. Novellen von Leonhard Adelt, Max Eyth, Norbert Jacques, Jürgen Jürgensen, Rudyard Kipling, Thomas Mann, Heinrich Mayer, Colin Ross, Otto Rung, Herbert George Wells. 3. Band der Jahresreihe 1919/20. 288 S. [Jürgen Jürgensen ist Pseudonym von Wolfgang Loeff].
- Im Hörsaal. Fünf für den Volksverband der Bücherfreunde verfaßte Vorträge. 4. Band der 1. Jahresreihe. (1920). 314 S.
- Albert Soergel: Faust und wir. VdB (1920). 97–100 S.[3]
- Theodor Kappstein: Die Religionen der Menschheit. 1. Band der 2. Jahresreihe (1920). 318 S.

1921
- Maxim Gorki: Mein Weggenosse und andere Erzählungen. Deutsch von Alexander Eliasberg.
- Wilhelm von Humboldt: Briefe an eine Freundin. Herausgegeben von Dr. Alfred Huhnhäuser. 2. Band der 2. Jahresreihe 1920/21. 512 S.
- Gottfried Keller: Die Leute von Seldwyla. Band 1. Erzählungen. In Auswahl herausgegeben von Philipp Witkop. 2a. Band der 2. Jahresreihe (1921)
- Walter von Molo: Italien. Erlebnisse Deutscher in Italien. Zeichnungen von Peter Kohlhaas nach Merian’schen Kupfern. 4. Band der 2. Jahresreihe,
- Willy Seidel: Der neue Daniel. Ausschnitt aus dem Dasein eines Deutschen. 1. Band der 3. Jahresreihe (1921). 318 S.
- Alexander von Gleichen-Rußwurm: Schicksale der Völker (Der Schauplatz und sein Zwang). 2. Band 3. Jahresreihe. (1921). 250 S.
- Aus deutschen Romantikern. Auswahlreihe des VdB (3,4). (1921). 206 S.
- Adalbert Stifter: Feldblumen. Auswahlreihe des VdB (3,3). (1921). 304 S.

1922
- August Kopisch: Die Hi Ha Heinzelmännchen. Mit Bildern von Adolf Propp. [1922]
- Sinclair Lewis: Die Hauptstraße. Carola Rennicotts Geschichte. Aus dem Amerikanischen von Balder Olden. 4. Band der 3. Jahresreihe; Nr. 845 Amtmann-Bibliographie.
- Franz Dülberg: Vom Geiste der Deutschen Malerei. 24 Bilder besprochen von Franz Dülberg. Den Einband zeichnete Adolf Propp. Mit XXIV Abbildungen (und Verzeichnis der Abb.). 2. Band der 4. Jahresreihe. 128 S.
- Leopold Schmidt (Hrsg.): Beethoven-Briefe. 3. Band der 4. Jahresreihe; Nr. 66 Amtmann-Bibliographie.
- Otto Ludwig: Zwischen Himmel und Erde. Erzählung. 4. Band der 5. Sonderreihe. (1922). 296 S.
- Wilhelm Hauff: Lichtenstein. Eine romantische Sage aus der württembergischen Geschichte. 5. Band der 5. Sonderreihe. (1922). 392 S.
- Charles Dickens: Die Pickwickier. Aus den hinterlassenen Papieren des Pickwick-Klubs, Band 1. Aus dem Englischen von Leonhard Adelt. 2. Band der 7. Sonderreihe; Nr. 214 Amtmann-Bibliographie.
- Gottfried Keller: Gedichte. Herausgegeben von Philipp Witkop. 4. Band der 7. Sonderreihe (1922). 358 S.
- Fritz Kern: Deutsche Volkslieder des Mittelalters. Ausgewählt von Fritz Kern. Mit 20 Zeichnungen von Albrecht Dürer. 5. Band der 7. Sonderreihe. (1922). 386 S.
- Hans Jakob Christoffel von Grimmelshausen: Der abenteuerliche Simplicissimus. Das ist Beschreibung des Lebens eines seltsamen Vaganten. Gekürzt herausgegeben von Erwin Guido Kolbenheyer. Sonderreihe (2,8) des VdB. (1922). 322 S.
- Hans Christian Andersen: Märchen. Übersetzt von Marietta Kohlhaas. Das Titelblatt und die Bilder zeichnete Lore von Recklinghausen. Den Einband zeichnete Erna Schmidt-Caroll. Sonderreihe (7,1) des VdB. (1922)
- Willibald Alexis: Die Hosen des Herrn von Bredow. Vaterländischer Roman. Einband entwarf Prof. Edmund Schaefer. 1. Band der 5. Auswahlreihe. 356 S.
- Adalbert Stifter: Bunte Steine. Ein Festgeschenk. 6. Band der 5. Auswahlreihe des VdB. (1922). VII, 314 S.

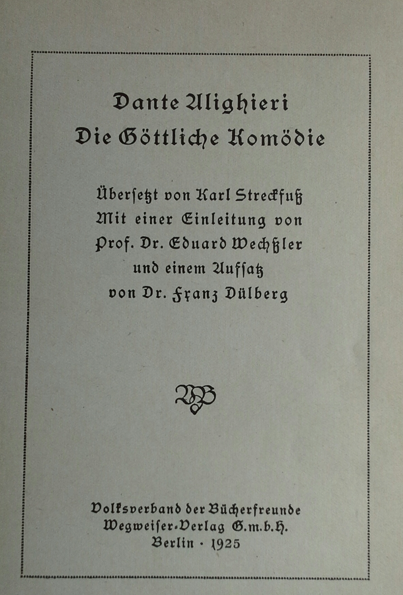
Dantes Göttliche Komödie im Volksverband

- Dantes Göttliche Komödie im VolksverbandDante Alighieri: Die Göttliche Komödie. Übersetzt von Karl Streckfuß (1778–1844). Mit einer Einleitung von Eduard Wechßler und einem Aufsatz von Franz Dülberg (1873–1934). Auswahlreihe des VdB 1922. 459 S.
- Alexander Roda Roda: Morgensonne, Morgenland. Schildereien. Sonderreihe (7,7) des VdB. (1922). 290 S.

1923
- Leo Frobenius: Vom Kulturreich des Festlandes. Dokumente zur Kulturphysiognomik. Mit 26 Karten, 15 Tafeln nach Federzeichnungen von Elisabeth Mannsfeld. 1. Band der 5. Jahresreihe. 344 S. (Eine Veröffentlichung des Forschungsinstituts für Kulturmorphologie).
- Lion Feuchtwanger: Die häßliche Herzogin. 2. Band der 5. Jahresreihe. Auftragsarbeit des VdB.[1]
- Hans Christian Andersen: Märchen Band 2. Übersetzt von Marietta Kohlhaas. Sonderreihe des VdB. 382 S.
- Iwan Sergejewitsch Turgenew: Rudin. Ein Adelsnest. Aus dem Russischen von Gregor Jarcho. 1. Band der 8. Sonderreihe; Nr. 1305 Amtmann-Bibliographie.
- Louis Couperus: Herakles. Einzig berechtigte Übertragung von Else Otten. 9. Sonderreihe. 374 S.; Nr. 182 Amtmann-Bibliographie.
- Annette von Droste-Hülshoff: Ausgewählte Werke. Herausgegeben von Fritz Dropp. 2. Band der 9. Sonderreihe. (1923). 352 S.
- Johann Wolfgang von Goethe: Briefe an Frau von Stein. Mit dem Tagebuch aus Italien und Briefen der Frau von Stein, in 4 Bänden. Herausgegeben von Richard Müller-Freienfels. 3. Band der 9. Sonderreihe des VdB. 204 S.
- Gottfried Keller: Züricher Novellen. Herausgegeben von Philipp Witkop. 5. Band der 9. Sonderreihe des VdB. (1923). 542 S.
- Platon: Platons Gastmahl. In deutscher Sprache von Fritz Norden. 6. Band der 9. Sonderreihe des VdB. (1923). 154 S.
- Fritz Reuter: Dörchläuchting. De mecklnbörgschen Montecchi un Capuletti oder De Reis' nah Konstantinopel. Herausgegeben von Paul Warncke. 7. Band der 9. Sonderreihe. (1923). 520 S.
- Karl August Varnhagen von Ense (1785–1858): Denkwürdigkeiten des eigenen Lebens. Herausgegeben und eingeleitet von Joachim Kühn. 10. Band der 9. Sonderreihe des VdB. (1923). 470 S.
- Theodor Kappstein: Die Religionen der Menschheit. 1. Band: Einleitung, China, Japan, Ägypten, Babylonier-Assyrer, Parsen, Indien, Griechen, Römer, Germanen, Islam, Naturvölker. Sonderreihe des VdB. (1923).
- Theodor Kappstein: Die Religionen der Menschheit. 2. Band: Judentum und Christentum. Sonderreihe des VdB. (1923). 2. erweiterte Auflage
- Giovanni Boccaccio: Die neunte Novelle des zehnten Tages aus dem Dekamerone. Die Übersetzung erfolgte durch Karl Federn. Den Einband zeichnete Adolf Propp. Liebhaberdruck des Volksverband für Bücherfreunde. (1923). 50 S.

### 1924 bis 1928
1924
- Josefa Metz: Von Hans Sachs bis Wilhelm Busch. Ein lustiges Versbuch für Kinder. Nr. 924 Amtmann-Bibliographie.
- Knut Hamsun: Das letzte Kapitel.
- Walter Schrenk: Richard Strauss und die neue Musik.
- Kurt von Boeckmann: Vom Kulturreich des Meeres. Dokumente zur Kulturphysiognomik. 4. Band der 5. Jahresreihe; Nr. 106 Amtmann-Bibliographie.
- Felix Braun: Der unsichtbare Gast. Roman. 1. Band der 6. Jahresreihe. 1924. 374 S.
- Franz Dülberg: Deutsche Malerei. Mit 32 Bildern. Den Einband zeichnete Friedrich Otto Muck. Vierte Auflage. Auswahlreihe des VdB (1924). 232 S.
- Otto Gysae: Die Schwestern Hellwege. Roman. Auswahlreihe des VdB. 76.–85. Td. (1924) 276 S.
- Eduard von Hartmann: Phänomenologie des sittlichen Bewußtseins. Eine Entwicklung seiner mannigfaltigen Gestalten in ihrem inneren Zusammenhange. Mit den Zusätzen letzter Hand neu herausgegeben von Alma von Hartmann. 3. Auflage. Auswahlreihe des VdB (6,1). (1924). 696 S.
- Karin Michaëlis: Die sieben Schwestern. Roman. Auswahlreihe des VdB. 324 S.
- Der Nibelungen Not. In der Simrockschen Übersetzung nach dem Versbestande der Hundeshagenschen Handschrift. Bearbeitet und mit ihren Bildern herausgegeben von Hermann Degering. (1924). XII, 266 S.
- Friedrich II.: Das Testament des Königs. Herausgegeben von Friedrich von Oppeln-Bronikowski. Liebhaberdruck 4(a) des VdB. (1924). 30 S.

1925
- Clara Viebig: Es lebe die Kunst! Roman. Nr. 1334 Amtmann-Bibliographie.
- Curt Moreck: Friedrich Rotbarts Leben und Taten. Nr. 942 Amtmann-Bibliographie.
- Arnold Zweig: Regenbogen. Erzählungen.
- Richard Müller-Freienfels: Die Seele des Alltags. Eine Psychologie für Jedermann. 3. Band der 6. Jahresreihe. 404 S.
- Georg Lill: Deutsche Plastik. 4. Band der 6. Jahresreihe.  online auf commons
- Max von Boehn: Der Tanz. Mit 32 s/w Bildern. 2. Band der 7. Jahresreihe. 268 S.
- Kurt Aram: Die Goten Glück und Ende. Drei Bücher der Einkehr und Erhebung den Quellen nacherzählt von Kurt Aram. Den Einband entwarf Prof. Edmund Schaefer. Auswahlreihe 1925. 456 S.
- Hugo Bieber: Der Weg der deutschen Dichtung. Von den Anfängen bis Goethe. Auswahlreihe des VdB. (1925). 326 S.
- Elisabeth Heydemann-Möhring: Niedersächsische Novellen (6 Novellen). Auswahlreihe des VdB. 340 S.
- Das Buch Tobias. Mit 12 Radierungen von Walter Wellenstein. Nachwort von Karl Ruhkopf. Auswahlreihe des VdB. (1925). 34 S.
- Wanderfahrten. Almanach des Volksverband der Bücherfreunde. Mit 16 Abbildungen nach Aquarellen von Alfred Gelbhaar. Auswahlreihe des VdB. (1925). 160 S.
- Otto Güntter: Schiller in der Karlsschule. Mit 8 Abbildungen. Liebhaberdruck 6 des VdB. 1925. 96 S.
- Franz Grillparzer: Der arme Spielmann. Mit Bildern von Erich Büttner. Liebhaberdruck 7 des VdB. 1925. 102 S.
- Hans Ossenbach: Wanderer im Ungewussten. Band der 7. Jahresreihe des VdB. 1925. 388 S.

1926
- Joris-Karl Huysmans: Die Kathedrale. Roman. Aus dem Französischen von Hedda Eulenberg.
- Jack London: Die Herrin des großen Hauses. Aus dem Englischen von Erwin Magnus.
- Werner Bergengruen: Das große Alkaheft. Roman. 3. Band der 7. Jahresreihe. 372 S.
- Friedrich von Lucanus: Im Zauber des Tierlebens. 4. Band der 7. Jahresreihe; Nr. 882 Amtmann-Bibliographie.
- Wolfgang Goetz: Das Gralswunder. Ein ganz komischer Roman. 1. Band der 8. Jahresreihe. 370 S.
- Erwin Drinneberg: Von Ceylon zum Himalaja. Ein Reisebuch von Erwin Drinneberg. Mit 41 Originalaufnahmen des Verfassers. Den Einband entwarf Erwin Drinneberg. 2. Band der 8. Jahresreihe 1926. 360 S.
- Gustav Freytag: Soll und Haben. Roman in 6 Büchern. (Band 1.2). Herausgegeben mit einem Nachwort von Heinrich Spiero. Auswahlreihe (1926)

1927
- Gustave Flaubert: Drei Erzählungen. Aus dem Französischen von Gerta und August Brücher. Nr. 327 Amtmann-Bibliographie.
- Sigfrid Siwertz: Die Mälarpiraten.
- Max Brod: Die Frau, nach der man sich sehnt. Roman.
- Ernst Heilborn: Zwischen zwei Revolutionen. Der Geist der Schinkelzeit (1789–1848). 3. Band der 8. Jahresreihe. 320 S. Nr. 587 Amtmann-Bibliographie.
- Richard Arnold Bermann: Das Urwaldschiff. Ein Buch vom Amazonenstrom.Mit 8 farbigen Bildern nach Aquarellen von Franz Heckendorf. 4. Band der 8. Jahresreihe. 254 S.
- Heinrich Hubert Houben: Der Ruf des Nordens. Abenteuer und Heldentum der Nordpolfahrer. Mit 11 Abb., 6 Karten. 2. Band der 9. Jahresreihe. 320 S.
- Hermann Degering (Hrsg.): Die Bibel oder die ganze Heilige Schrift. Deutsch von Martin Luther. Nach der Ausgabe von 1545 bearbeitet und mit dem Bilderschmuck des in der Preußischen Staatsbibliothek befindlichen Pergamentexemplars der Ausgabe von 1541, das von Lucas Cranach für den Fürsten Johann II. von Anhalt illuminiert wurde. Den Einband entwarf Kurt Siebert nach zeitgemäßen Motiven aus dem Besitz der Preußischen Staatsbibliothek in Berlin. Der Druck erfolgte durch die Otto Elsner K.-G., Berlin. Die Buchbinderarbeit durch die Buchbinder-Abteilung des Volksverbandes der Bücherfreunde, Berlin. Hergestellt als Meisterdruck vom Volksverband der Bücherfreunde. Mit farbigen Illustrationen. (1927). Band 1 (Altes Testament). 968 S.
- Gotthold Ephraim Lessing: Fabeln. Mit Illustrationen nach Original-Handzeichnungen von Käthe Olshausen-Schönberger. Eingeleitet von J. Petersen. Liebhaberdruck des Volksverband für Bücherfreunde. 1927. 70 S.

1928
- Paul Stefan: Franz Schubert. 3. Band der 9. Jahresreihe; Nr. 1224 Amtmann-Bibliographie.
- Robert Genin: Die ferne Insel. Aufzeichnungen von meiner Fahrt nach Bali in Wort und Bild. 1. Band der 10. Jahresreihe. 316 S.
- Aage Brodersen: Brummkreisel. Einzig autorisierte Übersetzung aus dem Dänischen von Emilie Stein. Auswahlreihe des VdB. (1928). 202 S.
- James Fenimore Cooper: Lederstrumpf. Fünf Erzählungen. Aus dem Englischen übersetzt und bearbeitet von Leonhard Adelt. Illustriert von Max Slevogt. Auswahlreihe des VdB. (1928). 580 S. Nr. 176 Amtmann-Bibliographie.
- Claude Anet: Ende einer Welt. Roman. Aus dem Französischen von Georg Schwarz. Nr. 20 Amtmann-Bibliographie.
- Josef Friedrich Perkonig: Bergsegen. Roman. Nr. 1006 Amtmann-Bibliographie.
- Luigi Pirandello: Kurbeln. Aus dem Tagebuchaufzeichnungen des Filmoperateurs Serafin Gubbio. Aus dem Italienischen von Hans Feist unter Mitarbeit von W. E. Süskind. Nr. 1012 Amtmann-Bibliographie.

### 1929 bis 1932
1929
- Miguel de Unamuno: Frieden im Krieg. Ein Roman aus dem Carlistenaufstand. Autorisierte Übertragung aus dem Spanischen von Otto Buek. Nr. 1315 Amtmann-Bibliographie.
- Hermann Sudermann: Im Zwielicht. Zwanglose Geschichten. Nr. 1269 Amtmann-Bibliographie.
- Hans Friedrich Blunck: Land der Vulkane.
- Ludwig Zukowsky: Carl Hagenbecks Reich. Ein deutsches Tierparadies. Nr. 1435 Amtmann-Bibliographie.
- Otto Zoff: Die Liebenden. Roman. 1. Bd. der 11. (Allg.) JR (1929). 384 S.
- Rudolf Lämmel: Die moderne Naturwissenschaft und der Kosmos. 1. Bd. der 1. Wiss. JR (W). (1929). 270 S.
- Alfred Weise: Vom Wildpfad zur Motorstraße. Streifzüge durch die Geschichte des Verkehrs. 2. Bd. der 1. Wiss. JR (W). (1929). 288 S.
- Ernst Waldschmidt: Die Legende vom Leben des Buddha. In Auszügen aus den heiligen Texten – aus dem Sanskrit, Pali und Chines. Übersetzt und eingeführt von Ernst Waldschmidt. Auswahlreihe des VdB. (1929). 248 S.
- Robert Genin: Die ferne Insel, Aufzeichnungen von meiner Fahrt nach Bali in Wort und Bild.
- Ludwig Ganghofer: Die Martinsklause. Roman aus dem Anfang des 12. Jahrhunderts. Die zwei Bände in einem  Bande, Vollständige Originalausgabe. Auswahlreihe des VdB (1929), 517 S.

1930
- Moritz Julius Bonn: Die Kultur der Vereinigten Staaten von Amerika.
- Otto Flake: Das Logbuch.
- Karl Federn (Hrsg.): Heinrich von Kleist. Werke.
- Julius Levin: Johann Sebastian Bach
- Michael Corvin:  Der heimliche Kampf. Die Geschichte der Esther Raleigh. 1. Bd. der 12. (Allg.) JR (1930). 384 S.
- Artur Brausewetter: Peter Habichs Wandlung. Roman. 2. Bd. der 12. (Allg.) JR (1930). 384 S.
- Moritz Julius Bonn: Die Kultur der Vereinigten Staaten von Amerika. 3. Bd. der 1. Wiss. JR (W). (1930). 304 S.
- Ernst von Aster: Die Psychoanalyse. Im 11. Buchjahr der 4. Bd. der 1. Wiss. JR (W). (1930) 296 S.
- Arthur Kahane: Theater. Aus dem Tagebuche eines Theatermannes. 1. Bd. der 2. Wiss. JR (W). (1930). 272 S.
- Hans Schimank: Epochen der Naturforschung: Leonardo, Kepler, Faraday. 2. Bd. der 2. Wiss. JR (W). (1930). 320 S.
- Armin T. Wegner: Am Kreuzweg der Welten : Eine Reise vom Kaspische Meer zum Nil (1930). 384 S.

1931
- Lili du Bois-Reymond: Max Eyth. Ingenieur, Landwirt, Dichter.
- Dmitri Mereschkowski: Julianus Apostata. Der Tod der Götter. Historischer Roman. Berechtigte Übersetzung von Johannes von Guenther.
- René Schickele: Meine Freundin Lo. Eine Geschichte aus Paris.
- Arnold Höllriegel: Die Derwischtrommel. Das Leben des erwarteten Mahdi. 4. Bd. der 12. (Allg.) JR (1931). 384 S.
- Lotte Braun: Heimkehr. Roman. 1. Bd. der 13. (Allg.) JR (1931). 384 S. Nr. 128 Amtmann-Bibliographie.
- Heinrich Zerkaulen: Osternothafen. Roman. 2. Bd. der 13. (Allg.) JR (1931). 384 S.
- Curt Gebauer: Geistige Strömungen und Sittlichkeit im 18. Jahrhundert. Beiträge zur deutschen Moralgeschichte. 3. Bd. der 2. Wiss. JR (W). (1931). 270 S.
- Harald Landry: Friedrich Nietzsche. 4. Bd. der 2. Wiss. JR (W). (1931). 242 S.
- Curt Thesing: Die Gesetze der Fortpflanzung. 1. Bd. der 3. Wiss. JR (W). (1931). 272 S.
- August Messer: Sexualethik. 2. Bd. der 3. Wiss. JR (W). (1931). 266 S.
- Ernst Johannsen: Station 3. Ein Kommandeur, sechs Mann und vier Maschinen. Auswahlreihe des VdB. 248 S.
- Albrecht Janssen: Abenteuer im Eise. Ein Walfischfänger-Roman. Auswahlreihe des VdB, 1931. 323 S.

1932
- Klabund: Bracke. Ein Eulenspiegel-Roman.
- Arthur Berger (Hrsg.): Mit Sven Hedin durch Asiens Wüsten. Nach dem Tagebuch des Filmoperateurs der Expedition Paul Lieberenz bearbeitet von Dr. Arthur Berger. Mit 16 Abbildungen (und Verzeichnis der Abb.). 4. Bd. der 13. (Allg.) JR. 384 S.
- Sinclair Lewis: Falkenflug. Roman. Aus dem Amerikanischen von Franz Fein.
- Heinrich Hubert Houben: Christoph Columbus. Tragödie eines Entdeckers. Historische Erzählung. 3. Bd. der 13. (Allg.) JR. 384 S.
- Hans Watzlik: Die Leturner Hütte. Roman. 2. Bd. der 14. (Allg.) JR. 382 S.
- Hugo Bieber: Goethe im XX. Jahrhundert. Im 13. Buchjahr der 3. Bd. der 3. Wiss. JR (W). (1932). 284 S.
- Kurt Herzberg: Charakterforschung. Meister der Menschenkenntnis. Im 13. Buchjahr der 4. Bd. der 3. Wiss. JR (W). (1932). 252 S.
- Friedrich Würzbach: Erkennen und Erleben: Der „Große Kopf“ und der „Günstling der Natur“. 1. Bd. der 4. Wiss. JR (W). (1932). 282 S.
- Richard H. Grützmacher: Diesseits und Jenseits in der Geistesgeschichte der Menschheit. 2. Bd. der 4. Wiss. JR (W). (1932). 292 S.

### 1933 bis 1945
1933
- Guy de Pourtalès: Richard Wagner. Mensch und Meister. Aus dem Französischen von Anton Mayer. Nr. 1026 Amtmann-Bibliographie.
- Werner Schendell: Ein Scheffel Salz. Die taube Blume. Roman und Erzählung. Nr. 1109 Amtmann-Bibliographie.
- William Quindt: Der Tiger Akbar. Roman.
- Karl Kinndt: Gesetz des Zufalls. Roman. Nr. 747 Amtmann-Bibliographie.
- Alfons von Czibulka: Der Münzturm. Roman. Den Einband zeichnete Fritz Eggers. 1. Bd. der 15. (Allg.) JR. (1933). 384 S.
- Arthur Mendt: Die Technik in der Krise unserer Zeit. 3. Bd. der 4. Wiss. JR (W). (1933). 278 S.

1934
- Arnold Krieger: Mann ohne Volk. Roman. 3. Bd. der 15. (Allg.) JR. 480 S.
- Margarete Fischer: Jungslehrer Sturm. Roman. 4. Bd. der 15. (Allg.) JR. 400 S.
- Alfred Funke: Paradies im Urwald. Roman. 2. Bd. der 16. (Allg.) JR. 472 S.
- Josef Maria Frank: Die letzten Vier von St. Paul. Roman. Auswahlreihe des VdB. 384 S.

1935
- Arthur Theodor Gruelich: Schicksalsfäden über den Atlantik. Roman. 1. Bd. der 17. (Allg.) JR. 384 S.
- Hans Watzlik: Die Krönungsoper. Ein Mozart-Roman. 2. Bd. der 17. (Allg.) JR. Mit 1 Abb. W. A. Mozart, 384 S.
- Werner Heider: Die Bedeutung der Weltströme für Mensch und Land. Eine kulturgeographische Wanderung. Mit 10 Kunstblättern von Oskar Fischer. Im 17. Buchjahr der 1. Bd. der 7. Wiss. JR. (W). 320 S.
- Fjodor M. Dostojewski: Der Spieler. Roman. Aus den Aufzeichnungen eines jungen Menschen. Deutsche Übertragung von Oskar Schweizer. Einband von F. A. Endres. 4. Auflage. Auswahlreihe. (um 1935). 236 S.
- Oskar Gluth: Sonne über München. Ein Roman um die Jahrhundertwende. Auswahlreihe des VdB. 350 S.

1936
- Wilhelm Hegeler: Die Entscheidung. Roman aus den Schicksalsjahren 1812. 1. Bd. der 18. (Allg.) JR. 384 S.
- Rudolf Dammert: Männer um Saskia. Ein Frauenschicksal aus der Fuggerzeit. Roman. 2. Bd. der 18. (Allg.) JR. (1936). 386 S.
- Hans Dominik: Atomgewicht 500. Roman. Auswahlreihe des VdB. (1936) 318 S.
- Ernst Wolfgang Freißler: Das Gewitterjahr. Roman. Auswahlreihe des VdB. 334 S.
- August Heinrich Kober: Warum weinst du, großer Clown?. Roman. Auswahlreihe des VdB. 244 S.

1937
- Tamara Solonewitsch: Hinter den Kulissen der Sowjetpropaganda. Erlebnisse einer Sowjetdolmetscherin, Aus dem Russischen von Dr. Bernhard Schulze, 1937
- Karl Döhring: Flucht aus Buddhas Gesetz. Die Liebe der Prinzessin Amarin. Roman. 4. Bd. der 18. (Allg.) JR. (1937) 384 S.
- Helvett Hoffmann-Ostenhof: Frau im Föhn. Roman. 1. Bd. der 19. (Allg.) JR. 350 S.
- Martin Müller: Der Weg der Heilkunst. Vom Entwicklungsgang der Medizin in alter und neuer Zeit. Im 19. Buchjahr der 1. Bd. der Wiss. JR. (W). 320 S.
- Warwick Deeping: Aussenseiter der Gesellschaft. Roman. Übertragung von Curt Thesing. Auswahlreihe des VdB. (1937). 444 S.
- Hans Dominik: Das stählerne Geheimnis. Roman. Auswahlreihe des VdB (1937). 328 S.
- P. C. Ettighoffer: Verdun. Das große Gericht. Mit 31 Abb., 1 Karte. Druck von C. Bertelsmann, Gütersloh. Auswahlreihe des VdB (1937). 308 S.
- Josef Maria Frank: Die kleinen Romane vom törichten Herzen. Auswahlreihe des VdB. 302 S.

1938
- Lloyd C. Douglas: Grünes Licht. Roman. Einzig berechtigte Übersetzung von Karl Döhring. Den Einband zeichnete Friedrich Winkelmann. 4. Band der 19. (Allgemeinen) Jahresreihe (1938). 352 S.
- Ursula Kobbe: Palette und Maske. Roman einer Künstlerehe. 2. Band der 20. (Allgemeinen) Jahresreihe. 384 S.
- Willi Enke: Ursprung und Wesen der Krankheit. Unter Mitarbeit von Elisabeth Enke. Im 20. Buchjahr der 2. Band der Wissenschaftlichen Jahresreihe (W) (1938). 272 S.
- Erich Schneider: Strahlen und Wellen. Ein physikalischer Überblick über ihre technischen und medizinischen Anwendungen und ihre Bedeutung für das Werden des modernen Weltbildes. Band der Wissenschaftlichen Jahresreihe. (1938). 320 S.
- Warwick Deeping: Der Schicksalshof. Roman. Einzig berechtigte Übertragung von Marguerite Thesing. Gedruckt von der Firma Oswald Schmidt GmbH, Leipzig. 141.–142. Td. der Gesamtauflage. Die englische Originalausgabe erschien unter dem Titel Doomsday im Verlag Cassell & Co. Ltd., London. Auswahlreihe des VdB. (1938). 396 S.
- Warwick Deeping: Unruhe des Herzens. Roman. Ins Deutsche übertragen von Curt Thesing. (68.–70. Tausend der Gesamtauflage). Auswahlreihe des VdB. (1938). 324 S.
- Hans Dominik: Lebensstrahlen. Roman. Auswahlreihe des VdB. (1938). 330 S.
- Ludwig Ganghofer: Der Unfried. Roman. Vollständige Originalausgabe. Auswahlreihe des VdB. (1938). 350 S.
- Kunigunde Freifrau von Richthofen: Mein Kriegstagebuch. Die Erinnerungen der Mutter des roten Kampffliegers. Mit einem Geleitwort von Hermann Göring. Auswahlreihe des VdB. (1938). 196 S.

1939
- Wolfgang Hartmann: Verena Calonder. Roman einer Schweizer Arztfamilie. 4. Band der 20. (Allgemeinen) Jahresreihe. 384 S.
- Wilhelm Treue: Der Wandel der Lebenshaltung. Ein Spiegel der Zeiten und Völker. Im 20. Buchjahr der 3. Band der Wissenschaftlichen Jahresreihe (W). (1939). 312 S.
- Justus Franz Wittkop: Verfemte Schiffe. Ein Roman aus Westindiens-Piratenzeit. 2. Band der 21. (Allgemeinen) Jahresreihe. 384 S.
- Franz Dörbeck: Chemie und Heilkunde. Ein biologisch-chemischer Überblick. Im 21. Buchjahr der 2. Band der Wissenschaftlichen Jahresreihe (W). (1939) 304 S.
- Warwick Deeping: Kitty. Roman. Ins Deutsche übertragen von Curt Thesing. Auswahlreihe des VdB. (1939). 408 S.
- Hans Dominik: Himmelskraft. Roman. Auswahlreihe des VdB (1939). 306 S.
- P. C. Ettighoffer: Von der Teufelsinsel zum Leben. Auswahlreihe des VdB. (1939). 366 S.

1940
- Frank E. Christoph: Die Hazienda. Der Roman einer Kaffeeplantage. 3. Band der 21. (Allgemeinen) Jahresreihe. 384 S. [Frank E. Christoph ist ein Pseudonym für Christoph Franke].
- Paul Georg Münch: Frank Anders Pelzwaren. Ein Leipziger Kaufmannsroman. 1. Band der 22. (Allgemeinen) Jahresreihe. (1940). 382 S.
- Otto Ehrhart: Troll, der Glücksfischer. Roman. Auswahlreihe des VdB. (1940). 252 S.
- P. C. Ettighoffer: Gespenster am Toten Mann. Auswahlreihe des VdB. (1940). 324 S.
- Gustav Frenssen: Jörn Uhl. Roman. Auswahlreihe des VdB. (1940). 446 S.
- Ludwig Ganghofer: Der Unfried. Roman. Vollständige Originalausgabe. Auswahlreihe des VdB. (1940). 350 S.
- Rudolf Haas: Der lange Christoph. Roman aus Kärnten. Auswahlreihe des VdB. 318 S.
- Märchen der Brüder Grimm. Die Auswahl besorgte Karl Hobrecker. Mit 100 Bildern nach Aquarellen von Ruth Koser-Michaëls. Auswahlreihe des VdB. (1940). 428 S.
- Ernst Moritz Mungenast: Der Kavalier. Roman. Auswahlreihe des VdB. (1940). 524 S.
- Gustav Schröer: Die Lawine von St. Thomas. Ein Roman aus den Bergen. Auswahlreihe des VdB. (1940). 358 S.
- Otto Schulz-Kampfhenkel: Rätsel der Urwaldhölle. Vorstoß in unerforschte Urwälder des Amazonenstromes. Mit Tagebuchberichten seines Jagd- und Fliegerkameraden Gerd Kahle. Auswahlreihe des VdB. (1940). 210 S.
- Hans Stosch-Sarrasani: Durch die Welt im Zirkuszelt. Auswahlreihe des VdB. (1940). 328 S.

1941
- Margarete Hahn von der Oste: Liebe, Sturm und Wandlung. Roman. 4. Band der 22. (Allgemeinen) Jahresreihe. 384 S. [Margarete Hahn von der Oste ist Pseudonym für Margarethe Hahn-Böing].
- Paul Berglar-Schröer: Der feuerspeiende Berg. Roman. 2. Band der 23. (Allgemeinen) Jahresreihe. 384 S.
- Werner Beumelburg: Der König und die Kaiserin. Friedrich der Große und Maria Theresia. Auswahlreihe des VdB. (1941). 460 S.
- Hans Dominik:  Treibstoff SR. Roman. Auswahlreihe des VdB. (1941). 310 S.
- Hans Franck: Der Wald ohne Ende. Roman. Auswahlreihe des VdB. 424 S.
- Heinrich Hauser: Kanada. Zukunftsland im Norden. Nach Reiseberichten und literarischen Unterlagen bearbeitet von Reinhard Jaspert. Mit Illustrationen. Auswahlreihe des VdB. (1941). 328 S.
- Dagobert von Mikusch: Franco befreit Spanien. Auswahlreihe des VdB. (1941). 322 S.
- Karl Springenschmid: Bauern in den Bergen. In Worten von Karl Springenschmid und in Bildern von Peter Paul Atzwanger. Auswahlreihe des VdB (1941). 150 S.

1942
- Michael Zorn: Eisen Immerdar. Roman. 4. Band der 23. (Allgemeinen) Jahresreihe. 384 S.
- Wilhelm Treue, Hildegard, Treue: Maria Sibylla. Der Lebensroman der deutschen Künstlerin und Forscherin Maria Sibylla Merian. 1. Band der 24. (Allgemeinen) Jahresreihe. (1942). 384 S.
- Ursula Kobbe: Der Kampf mit dem Stausee. Roman. 2. Band der 24.(Allgemeinen) Jahresreihe. (1942/43). 382 S.
- Bruno H. Bürgel: Hundert Tage Sonnenschein. Ein Buch vom Sonntag und Alltag des Lebens. Auswahlreihe. 304 S.
- Susanne Kerckhoff: Das zaubervolle Jahr. Roman. Auswahlreihe des VdB. (1942) 284 S.
- Fritz Scheffel: Gläserne Wunder. Drei Männer schaffen ein Werk. Zeiss. Abbe. Schott. Auswahlreihe des VdB (1942). 328 S.
- Elisabeth Schucht: Eine Frau fliegt nach Fernost. Auswahlreihe des VdB. (1942) 384 S.
- Hans Wörner: König am Jykän. Roman. 1942 in der Auswahlreihe. 272 S.

1943
- Ines Angelika Mosig: Mein lieber Mann!. Feldpostbriefe einer jungen Frau. Von Ines Angelika Mosig. Auswahlreihe des VdB. (1943). 158 S.
- Bertold Keppelmueller: Das Gesetz der Sterne. Johannes Kepplers Lebensroman. Auswahlreihe des VdB. (1943) 296 S.
- Ursula Kobbe: Mannus und Manda. Roman. Auswahlreihe des VdB. (1943). 248 S.
- Arnold Krieger: Der dunkle Orden. Roman. Auswahlreihe des VdB. (1943). 644 S.
- Erich Schneider: Der bestirnte Himmel über mir. Eine allgemeinverständliche Himmelskunde. Auswahlreihe des VdB. (1943). 444 S.

1944
- Arthur Berger: Tiergeschichten aus Übersee. 25 Jahre VdB, 1919 – Februar 1944. 1944 in der Auswahlreihe des VdB. 360 S.
- F. M. Fellmann: Tsai-Yong und der Dichter. Roman. 25 Jahre VdB, 1919 – Februar 1944. 1944 in der Auswahlreihe des VdB. 208 S. [F. M. Fellmann ist Pseudonym für Maria Fellmann].
- Karl von Frisch: Du und das Leben. (Mit zahlreichen s/w Abb., IV farbigen Tafeln, Namen- und Sachverzeichnis, Quellen-Verzeichnis). 25 Jahre VdB, 1919 – Februar 1944. Gedruckt im Deutschen Verlag, Berlin 1944. 1944 in der Auswahlreihe des VdB. 380 S.

### Nach 1945
1947
- Waldemar Bonsels: Indienfahrt. Auswahlreihe des VdB. (1947) 210 S.
- Bruno Hans Bürgel: Sterne über den Gassen. Roman. Auswahlreihe des VdB. (1947). 216 S.
- Walter Hofmann: Mit Grabstichel und Feder. Geschichte einer Jugend. (4. Werk von W. Hofmann). Auswahlreihe des VdB. (1947). 398 S.
- Antoine de Saint-Exupéry: Wind, Sand und Sterne. Übersetzung Henrik Becker. Auswahlreihe des VdB. (1947). 204 S.
- Robert Louis Stevenson: Die Schatzinsel. Deutsch von Margarete Krauß. Auswahlreihe des VdB. Wegweiser-Verlag (o. O.) (1947). 190 S.
- Deutsche Meisternovellen. Auswahlreihe des VdB. (1947). 240 S.

1948
- Kinder- und Hausmärchen der Brüder Grimm (Jakob Grimm und Wilhelm Grimm) in Auswahl. Herausgegeben und eingeleitet von Ortrud Cnyrim. Mit 9 Titelzeichnungen und 25 Textbildern von Werner Maack. Berlin (1948). 442 S.
- Marianne von Angern: München – ganz privat. Ein Gegenwartsroman. Auswahlreihe des VdB. (1948). 252 S.
- Walther von Hollander: Oktober. Roman. 1948 in der Auswahlreihe des VdB. 268 S.
- Richard Müller-Freienfels: Der Mensch und das Universum. Philosophische Antworten auf kosmische Fragen. Auswahlreihe. (1948). 260 S.
- Sebastianus Segelfalter: Ungelebtes Leben. Roman. Auswahlreihe des VdB. (1948). 450 S. [Sebastianus Segelfalter ist Pseudonym für Richard Müller-Freienfels].

1949
- Trygve Gulbranssen: Und ewig singen die Wälder. Roman. Übersetzung Ellen de Boor (1891–1976). Auswahlreihe des VdB. (1949). 262 S.
- Walther von Hollander: Therese Larotta. Ein Roman aus dem Engadin. Auswahlreihe des VdB. (1949). 198 S.
- Hans Leip: Jan Himp und die kleine Brise. Roman. Auswahlreihe des VdB. (1949). 270 S.
- Richard Müller-Freienfels: Goethe: Mensch und Werk in neuzeitlicher Beleuchtung. Auswahlreihe des VdB. (1949). 418 S.
- William Quindt: Die fremden Brüder. Geschichten von Tieren und Menschen. Auswahlreihe des VdB. (1949). 248 S.
- William Makepeace Thackeray: Jahrmarkt der Eitelkeit. Ein Roman ohne Helden. Übertragung a. d. Englischen und zusammenfassende Bearbeitung von Hansi Bochow-Blüthgen. Auswahlreihe des VdB. (1949). 424 S.

1957
- Kinderherz und Kindersinn. Ausgewählte Erzählungen und belehrende Aufsätze für unsere Lieblinge. Mit Abbildungen. Wegweiser-Verlag Wien, 1957, 160 S.

Nachdrucke
- Der Nibelungen Not. In der Simrockschen Übersetzung nach dem Versbestande der Hundeshagenschen Handschrift. Bearbeitet und mit ihren Bildern herausgegeben von Hermann Degering. Nachdruck der Original-Ausgabe (Volksverband der Bücherfreunde. Wegweiser-Verlag GmbH, Berlin, 1924). Limitierte Vorzugsausgabe. Archiv-Verlag, Braunschweig (2003). XII, 266 S.

### Auswahlreihe (Ausgaben der Auswahlreihe ohne Jahresangabe)
- Marie von Ebner-Eschenbach Erzählungen. Auswahlreihe des VdB (o. J.) und wird nur an Mitglieder abgegeben, der Druck erfolgte in Korpus Mainzer Fraktur durch die Buchdruckerei Herrosé & Ziemsen GmbH, Wittenberg (Bez. Halle)
- Theodor Fontane: Effi Briest. Roman. Mit einem Nachwort von Martin Sommerfeld. Auswahlreihe des VdB (o. J.), 338 S.
- John Galsworthy: Jenseits. Roman. Aus dem Englischen übertragen von Hermynia zur Mühlen. Auswahlreihe des VdB (o. J.), 384 S.
- Maxim Gorki: Mein Weggenosse und andere Erzählungen. (Sieben Erzählungen.) 2. Auflage. Auswahlreihe des VdB (o. J.), 280 S.
- Tryggve Gran: Wo das Südlicht flammt. Scotts letzte Südpol-Expedition und was ich dabei erlebte. Einzig berechtigter deutsche Ausgabe. Aus dem Norwegischen von Dr. Adrian Mohr. Mit 8 s/w Illustrationen und einer Kartenskizze. Auswahlreihe des VdB (o. J.), 232 S. Amerikanisches Copyright by Major Tryggve Gran.
- Wilhelm Hauff: Lichtenstein. Eine romantische Sage aus der württembergischen Geschichte. Auswahlreihe des VdB (o. J.), 392 S.
- Paul Heyse: Novellen vom Gardasee (6 Novellen). Auswahlreihe des VdB (o. J.), 364 S.
- Hermann Horn: Die Mannschaft des Äolus. Roman. Auswahlreihe des VdB (o. J.), 394 S.
- Emile Zola: Das Paradies der Damen. Roman. Übertragen von Franz Franzius. Auswahlreihe des VdB (o. J.), 567 S.
- Lew Nikolajewitsch Tolstoi: Anna Karenina, Erster Band. Aus dem Russischen übertragen von Arthur Luther. Auswahlreihe des VdB (o. J.), 571 S.
- Lew Nikolajewitsch Tolstoi: Anna Karenina, Zweiter Band. Aus dem Russischen übertragen von Arthur Luther. Auswahlreihe des VdB (o. J.), 495 S.